# 2911 Miahelena
2911 Miahelena eller 1938 GJ är en asteroid i huvudbältet som upptäcktes 8 april 1938 av den finske astronomen Heikki A. Alikoski vid Storheikkilä observatorium. Den har fått sitt namn efter upptäckarens fru.
Asteroiden har en diameter på ungefär 12 kilometer och den tillhör asteroidgruppen Gefion.